# Velô
Velô é o décimo sexto álbum de estúdio do cantor e compositor brasileiro Caetano Veloso, lançado em 1984 pela Philips Records. O álbum vendeu mais de 100 mil cópias no Brasil e ganhou um disco de ouro.

## Informações das faixas

### "Podres Poderes"
"Podres Poderes", primeira faixa do álbum, é uma canção de protesto na qual Caetano faz uma crítica ao catolicismo e autoritarismo no continente americano, questionando "Será que nunca faremos senão confirmar/A incompetência da América católica/Que sempre precisará de ridículos tiranos?". Também enaltece a diversidade do Carnaval mesmo diante dos homens que exercem os podres poderes, dizendo ser uma festa composta por "índios, padres, bichas, negros, mulheres e adolescentes".
Além disso, aborda o hábito dos brasileiros de não respeitar o semáforo. Por conta dessa crítica, Caetano foi convidado em 1994 a participar da série de televisão educativa Educação para o Trânsito. Por conta também dessa crítica, as máquinas fotográficas automáticas que flagram os motoristas que avançam o sinal vermelho foram apelidadas no Brasil de "caetanos".
Em 2017, ao comentar parte de sua discografia por ocasião de seus 75 anos, Caetano descreveu esta faixa da seguinte forma:
| “ | (...) [a letra] tem muito a ver com temas ligados ao desejo de que as minhas ações tenham uma função poético-política. Nenhuma ditadura presta. E minhas canções políticas, Podres Poderes entre elas, foram feitas por um homem que jamais perdeu essa perspectiva. Que não está interessado em esconder o sol com uma peneira. | ” |

Em comentário sobre a faixa, falando sobre a disputa pela atenção do público entre a MPB e o rock brasileiro nos anos 1980, o músico Lobão chamou de "escrotos" os versos "Será que apenas os hermetismos pascoais / E os tons, os mil tons / Seus sons e seus dons geniais / Nos salvam, nos salvarão / Dessas trevas e nada mais", pois, segundo ele, "Caetano está dizendo 'será que só nós vamos fazer coisas boas?', decretando que os únicos que importam são aquela daquela linhagem Caetano-Gil-Tom-Milton".

### "Língua"
Já a última traz a participação da cantora Elza Soares. Elza vivia o fundo do poço de sua carreira musical na época, sendo chamada para poucas apresentações. A situação chegou a tal ponto que ela considerou trabalhar em uma creche para poder sustentar o filho mais novo, ainda criança. Quando soube que Caetano estava em turnê em São Paulo (onde ela havia feito uma apresentação), Elza o procurou no Hotel Hilton e desabafou.
Caetano então pediu que ela recusasse o emprego e fosse para o Rio de Janeiro procurá-lo. No Rio, Elza realizou curta temporada no projeto Seis e Meia. Um dia, após assistirem juntos o final de um show de Gilberto Gil, Caetano ofereceu a faixa "Língua" para ela.
A participação de Elza na faixa - que acontecia nos refrãos, com os versos: "Flor do Lácio Sambódromo / Lusamérica latim em pó / O que quer, o que pode esta língua?" - marcou sua volta ao estrelato. Em sua biografia escrita por Zeca Camargo, ela afirma:
| “ | Eu acho que Caetano já fez parte dessa música pensando em mim, porque a força daquela letra era exatamente o que eu estava precisando pra dar aquele impulso e voltar. Gravei, foi um sucesso enorme, e as portas começaram a ser abrir de novo". | ” |

## Faixas
Todas as faixas compostas por Caetano Veloso, exceto onde indicado.
| Lado A |                   |                                  |         |  |
| N.º    | Título            | Compositor(es)                   | Duração |  |
| 1.     | "Podres Poderes"  |                                  | 4:19    |  |
| 2.     | "Pulsar"          | Augusto de Campos/Caetano Veloso | 1:01    |  |
| 3.     | "Nine Out of Ten" |                                  | 4:29    |  |
| 4.     | "O Homem Velho"   |                                  | 4:08    |  |
| 5.     | "Comeu"           |                                  | 2:02    |  |
| 6.     | "Vivendo em Paz"  | Tuzé de Abreu                    | 2:45    |  |

| Lado B |                                        |                                            |         |  |
| N.º    | Título                                 | Compositor(es)                             | Duração |  |
| 7.     | "O Quereres"                           |                                            | 2:58    |  |
| 8.     | "Grafitti"                             | Antonio Cicero/Waly Salomão/Caetano Veloso | 2:09    |  |
| 9.     | "Sorvete"                              |                                            | 3:18    |  |
| 10.    | "Shy Moon" (participação de Ritchie)   |                                            | 4:32    |  |
| 11.    | "Língua" (participação de Elza Soares) |                                            | 4:10    |  |

## Músicos participantes
- Tavinho Fialho: baixo
- Toni Costa: guitarra
- Marcelo Costa: bateria
- Ricardo Cristaldi: teclados
- Armando Marçal: percussão
- Zé Luís Segneri: saxofone e flauta